# Joe Colombo

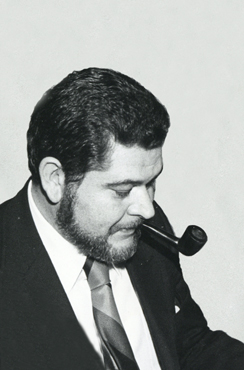
Joe Colombo (1930-1971) ©IF-Studio Joe Colombo

Joe Colombo, eigentlich Cesare Colombo, (* 30. Juli 1930 in Mailand; † 30. Juli 1971 ebenda) war ein italienischer Architekt und Industriedesigner.

## Karriere
Colombo studierte an der Accademia di Belle Arti di Brera in Mailand. In den 1950ern gehörte er zum „Movimento Nucleare“. 1954 richtete er die Keramikausstellung der X. Triennale in Mailand aus. Er absolvierte ein Studium der Architektur an der Politecnica und eröffnete 1962 in Mailand ein Designstudio. Colombo wurde in den 1960er Jahren schnell einer der bekanntesten italienischen Designer. Bereits 1969 wurden einige seiner Objekte permanent im Museum of Modern Art ausgestellt. Colombos Theorie des Lebens in der Zukunft beeinflusste seine futuristischen Möbelentwürfe, deren praktischer Nutzen stets im Vordergrund stand. Entsprechend verstand sich Colombo als Designer der Einrichtung von morgen. Sein bevorzugtes Material war Kunststoff.
In den 1960ern entwarf Colombo eine Vielzahl von Gebrauchsgegenständen und Möbelstücken, deren Design oft im Laufe der „Retro“-Welle seit den 1990ern als Zitat wieder auftauchte. Die Utopie des Designs von Joe Colombo greift viele der Hoffnungen auf, die in den 60er-Jahren in Italien und Europa vorherrschten, ohne zu stark ideologischen Barrieren verhaftet zu bleiben. Seine so genannten „dynamischen Möbelstücke“ waren Mehrzweckmöbel oder „Wohnmaschinen“, die alle benötigten Funktionen in sich vereinen und sich an die jeweiligen architektonischen Gegebenheiten anpassen können sollten. Der ehemalige Autohändler Colombo beschäftigte sich daneben auch immer wieder mit dem Thema Automobil. Er verstarb an seinem 41. Geburtstag unerwartet an Herzversagen.

## Bekannte Entwürfe (in Auswahl)
- Mini-Kitchen (Kompaktküche), 1963
- Smoke (Glasserie), 1964
- Elda (Sessel), 1964
- Spider (Leuchte), 1968
- Universale (Stuhl), 1965
- Boby (Rollwagen), 1970

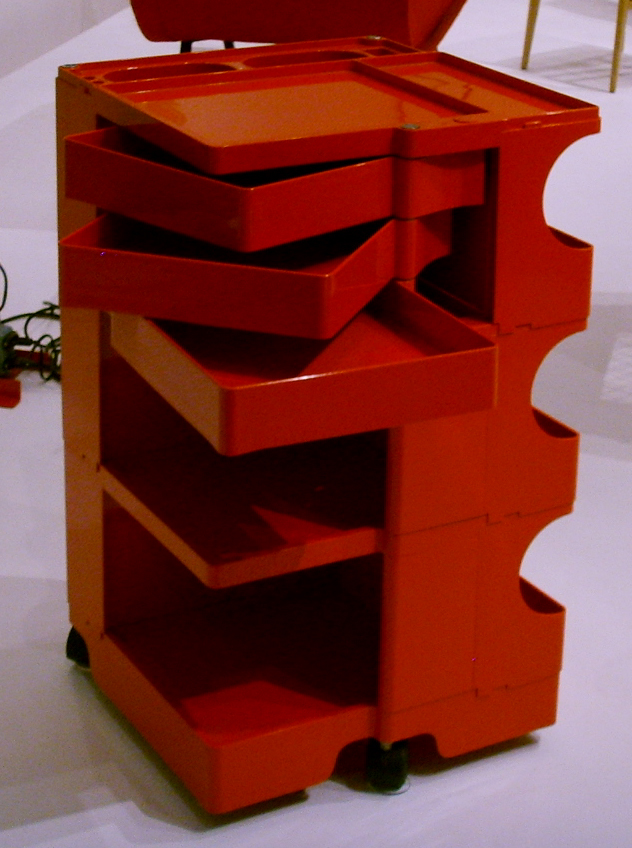
Rollwagen Boby 3, 1970

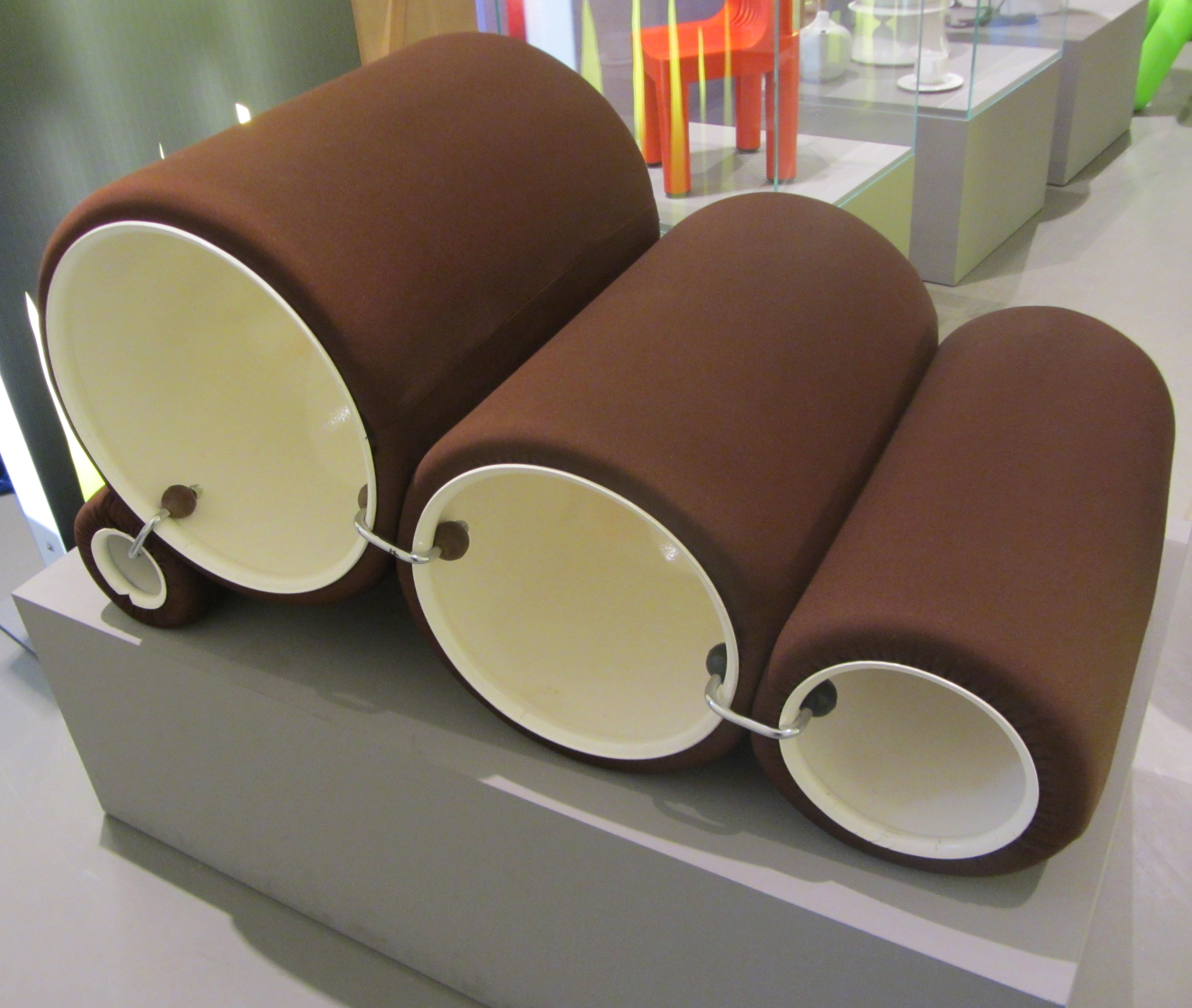
Tube-Chair 1970

- Tube-Chair (Sessel aus zusammengesetzten Röhren), 1970
- Optic (Wecker), 1970

## Auszeichnungen
- 1964: XIII. Mailänder Triennale (Drei Medaillen)
- 1967: Compasso d’Oro
- 1968: Design International Award
- 2000: Briefmarke DESIGN ITALIANO (0,41 EUR) mit Leuchten und Möbeln von  Joe Colombo, Cini Boeri, Pietro Chiesa, Lodovico Acerbis und Giotto Stoppino